# منطقة الوفرة الاقتصادية
منطقة الوفرة الاقتصادية، هي منطقة اقتصادية كويتية قيد التأسيس والإنشاء في منطقة الوفرة جنوب دولة الكويت، وهي إحدى المناطق الاقتصادية الثلاث في البلاد إلى جانب كل من منطقة العبدلي الاقتصادية ومنطقة النعايم الاقتصادية. تبلغ مساحة منطقة الوفرة الاقتصادية 7 كم²، وهي من إنشاء وإدارة هيئة تشجيع الاستثمار المباشر التي أنشأت بالقانون رقم 116 لسنة 2013. تهدف الحكومة الكويتية من إنشاء المنطقة لتنويع اقتصادها من خلال جذب المزيد من الاستثمارات الأجنبية لبناء اقتصاد مستدام للاستعداد لمرحلة ما بعد عصر النفط، وستكون المنطقة متعددة الاستعمالات، ما بين سكنية وتجارية واستثمارية وصناعية خفيفة، مع وجود بنية تحتية لدعم قطاع النقل والتخزين والنقل.

## المراحل الزمنية
تعمل الحكومة الكويتية على إنشاء منطقة الوفرة الاقتصادية وفقًا للمراحل الزمنية التالية:
- استكمال مقترح تصميم منطقة الوفرة الاقتصادية في الربع الثاني من عام 2022.
- تصميم البنية التحتية وإعداد المخططات التنظيمية لمنطقة الوفرة الاقتصادية في الربع الأخير من عام 2022.
- تحديث الدراسات الاقتصادية والمالية والتوقيع عليها من قبل الجهات المعنية مطلع عام 2023.
- طرح المناقصة الخاصة في مراحل التنفيذ مطلع عام 2025.
- التعاقد وإعداد وتنفيذ المنطقة الاقتصادية بداية الربع الثاني من عام 2025.